# جایزه بزرگ سیزرز پالاس ۱۹۸۲
جایزه بزرگ سیزرز پالاس ۱۹۸۲ (انگلیسی: ‎1982 Caesars Palace Grand Prix‎)، که به‌طور رسمی با نام دومین جایزه بزرگ سیزرز پالاس شناخته می‌شود، یک مسابقهٔ موتوری در رشتهٔ اتومبیل‌رانی فرمول یک بود که در تاریخ ۲۵ سپتامبر ۱۹۸۲ در لاس وگاس استریپ واقع در لاس وگاس، نوادا، ایالات متحده آمریکا برگزار شد. این گراند پری در میان ۱۶ گراند پری در فصل ۱۹۸۲، مسابقهٔ شمارهٔ ۱۶ بود.
در این مسابقه که در ۷۵ دور و به مسافت ۲۷۳٫۷۵ کیلومتر (۱۷۰٫۱۰۰ مایل) برگزار شد، پول پوزیشن توسط آلن پروست کسب شد و سریع‌ترین زمان برای طی یک دور پیست که برابر با ۱:۱۹٫۶۳۹ بود نیز توسط میشل آلبورتو به ثبت رسید.
میشل آلبورتو از تیم تایرل-فورد، جان واتسون از تیم مک‌لارن-فورد و ادی چیور از تیم لیجیه-ماترا به‌ترتیب مقام‌های اول تا سوم مسابقه را کسب کردند.

## رده‌بندی قهرمانی پس از مسابقه
| جایگاه | راننده      | امتیاز |
| ------ | ----------- | ------ |
| ۱      | ککه روسبرگ  | ۴۴     |
| ۲      | دیدیه پرونی | ۳۹     |
| ۳      | جان واتسون  | ۳۹     |
| ۴      | آلن پروست   | ۳۴     |
| ۵      | نیکی لائودا | ۳۰     |
| منبع:  |             |        |

| جایگاه | سازنده       | امتیاز |
| ------ | ------------ | ------ |
| ۱      | فراری        | ۷۴     |
| ۲      | مک‌لارن-فورد  | ۶۹     |
| ۳      | رنو          | ۶۲     |
| ۴      | ویلیامز-فورد | ۵۸     |
| ۵      | لوتوس-فورد   | ۳۰     |
| منبع:  |              |        |

یادداشت
- تنها پنج جایگاه نخست از هر رده‌بندی نمایش داده شده است.